# 酢酸リナリル
酢酸リナリル（さくさんリナリル、linalyl acetate）とは、リナロールと酢酸とが脱水縮合をして、エステル結合を形成した構造を有した有機化合物である。ベルガモットのような香りを持ち、香料として利用されている。ただし日本で、酢酸リナリルの純品などは、消防法により、第4類危険物の第3石油類として規制を受ける。酢酸リナリルは、リナロールが1つだけ持つ水酸基と、酢酸のカルボキシ基とが脱水縮合した構造をしている。なお、リナロールの水酸基が結合した炭素はキラル中心であるため、酢酸リナリルにも、S体とR体の1組の鏡像異性体が存在する。

## 天然物中での存在
多くの精油中にリナロールと共に存在している事が知られている。例えば、クラリセージでは、リナロールと酢酸リナリルの2種類の化合物で、精油中の香気成分の約8割を占める。また、ベルガモットの精油中の香気成分の2割から3割程度がリナロールで、酢酸リナリルも3割程度だが、乾燥した天候が続いたり、果実の熟成が進むにつれて、酢酸リナリルが4割程度まで増加する。さらに、リナロールの名前の由来の植物として知られるリナロエの場合ですら、精油中の香気成分を見てみると、リナロールが3割程度なのに対して、酢酸リナリルが5割弱も含まれる。一方で、ラベンダーの精油中の香気成分は複雑で、様々な成分が含まれているものの、酢酸リナリルとリナロールが、その香気成分の重要な地位を持つ事が知られている。
また、これらの他にプチグレインオイルと呼ばれる精油に、リナロールと酢酸リナリルが、多く含まれる製品も存在する。ただし、プチグレインオイルとは、柑橘類の葉や小枝や花などを一緒に、水蒸気蒸留器にかけて取り出した精油の総称であるため、製品によって含有成分に差異が見られる。
なお、天然物中に存在する酢酸リナリルは、(R)-l-体が多く含まれる場合が多い。(S)-d-体が過剰の酢酸リナリルを含有する天然物は、あまり知られていない。

## 合成法
リナロールのアセチル化により得られる。工業的には無水酢酸をアセチル化剤とし、リン酸を触媒とする方法が用いられる。
通常の方法でリナロールのアセチル化を行っても、リナロールが有するキラル中心の結合は変化しないため、原料がラセミ体のリナロールではなく、光学活性体のリナロールであれば、同様のアセチル化の方法により、光学活性体の酢酸リナリルを合成できる。

## 用途
ラベンダーやベルガモットの香りを再現するための香料として使用される。ただし、酢酸リナリルだけでは、これらの香りを再現できない。